# Mengenfunktion
In der Mathematik sind Mengenfunktionen Funktionen, die bestimmten Mengen (den Mengen eines Mengensystems) Werte zuordnen, in der Regel nicht-negative reelle Zahlen oder den Wert {\displaystyle \infty }. Funktionen, die als Werte Mengen annehmen werden hingegen mengenwertige Funktionen genannt.
Mengenfunktionen bilden die Basis für die Maßtheorie, wo unter anderem Mengenfunktionen, wie Maße oder Inhalte, auf genauere Eigenschaften untersucht werden.

## Motivation
Mengenfunktionen sind besonders wichtig in der Maßtheorie. Idee der Maßtheorie ist es, Mengen eine (reelle) Maßzahl zuordnen zu können. Ein einfaches Beispiel wäre etwa, die Elemente von einer endlichen Menge zu zählen: Die Menge {\displaystyle \{1,3,5,27\}\subseteq \mathbb {N} } etwa erhält dann Maß 4.
Man möchte jedoch nicht nur einer Menge einen Wert zuordnen, sondern einem ganzen Mengensystem, also einer Menge von Mengen. Betrachtet man beispielsweise das Mengensystem: {\displaystyle {\mathcal {C}}:=\{\{3\},\{5\},\{1,3,27\},\{1,3,5,27\}\}\subseteq {\mathcal {P}}(\mathbb {N} )}, und definiert eine Funktion {\displaystyle f\colon {\mathcal {C}}\to \mathbb {R} }, die die Anzahl der Elemente zählt, so erhält man eine Mengenfunktion. Für die Mengenfunktion {\displaystyle f} gilt dann {\displaystyle f(\{3\})=1}, {\displaystyle f(\{5\})=1}, {\displaystyle f(\{1,3,27\})=3}, {\displaystyle f(\{1,3,5,27\})=4}.
Nun kann man Mengenfunktionen auf ihre Eigenschaften untersuchen. In der Maßtheorie fordert man häufig bestimmte Stabilitätseigenschaften, wie beispielsweise die Additivität, das heißt, dass wenn man eine Menge zerteilt, so müssen die zwei neuen Mengen zusammen den gleichen Wert annehmen, wie die Ausgangsmenge. Dies ist im obigen Beispiel beim Zählen erfüllt, so ist {\displaystyle f(\{5\})+f(\{1,3,27\})=1+3=4=f(\{1,3,5,27\})}.

## Formale Definition
Sei {\displaystyle X} eine nichtleere Menge und {\displaystyle {\mathcal {C}}\subseteq {\mathcal {P}}(X)} ein Mengensystem mit {\displaystyle \emptyset \in {\mathcal {C}}}. Weiter sei zunächst {\displaystyle W=\mathbb {R} ^{+}\cup \{\infty \}}, kurz {\displaystyle W=[0,\infty ]}. 
Dann nennt man jede Abbildung {\displaystyle f\colon \,{\mathcal {C}}\to W} mit {\displaystyle f(\emptyset )=0} eine Mengenfunktion.
Von einer Mengenfunktion spricht man zumeist auch, wenn {\displaystyle W=\mathbb {R} \cup \{-\infty \}} oder {\displaystyle W=\mathbb {R} \cup \{\infty \}} ist (signiertes Maß) oder {\displaystyle W=\mathbb {C} } (komplexes Maß).

## Beispiele
- Bestimmten Punktmengen der Ebene (den Flächen) kann man als Maßzahl einen Flächeninhalt zuordnen. Diese Zuordnung ist (wie auch die vorherige) stets größer oder gleich 0 und σ-additiv; so eine Mengenfunktion nennt man ein Maß.
- In der Analysis wird die Fläche zwischen der x-Achse und einem Funktionsgraphen mit Hilfe des Integrals bestimmt. Dabei erhalten Flächen unterhalb der x-Achse ein negatives Vorzeichen. Auch diese Zuordnung ist σ-additiv; so eine Mengenfunktion heißt ein signiertes Maß.
- Wahrscheinlichkeitsmaße sind σ-additive Mengenfunktionen, die Werte zwischen 0 und 1 annehmen und der gesamten Grundmenge Maß 1 zuordnen („sicheres Ereignis“).
- Ein äußeres Maß ist eine σ-subadditive Mengenfunktion, die stets größer oder gleich 0 ist. Das erreicht man beispielsweise indem man jeder Teilmenge der Ebene das Infimum der Flächeninhalte aller als Flächen messbaren Obermengen zuordnet. Meist geht man aber andersherum vor und konstruiert ein äußeres Maß, um durch geeignete Einschränkung der messbaren Mengen ein Maß zu erhalten (z. B. Konstruktion des Lebesgue-Maßes).

## Besondere Eigenschaften von Mengenfunktionen
Die Mengenfunktion {\displaystyle f} heißt:

### Allgemeine Eigenschaften
monoton, falls {\displaystyle A\subseteq B\Rightarrow f(A)\leq f(B)} für {\displaystyle A,B\in {\mathcal {C}}}
endlich, falls für alle {\displaystyle A\in {\mathcal {C}}\Rightarrow f(A)<\infty }
σ-endlich, falls es eine Folge {\displaystyle (A_{j})_{j\in \mathbb {N} }} mit {\displaystyle \bigcup _{j\in \mathbb {N} }A_{j}=\Omega } und {\displaystyle f(A_{j})<\infty } für alle {\displaystyle j\in \mathbb {N} } gibt.
beschränkt, falls {\displaystyle \sup _{A\in {\mathcal {C}}}|f(A)|<\infty }
vollständig, falls für alle {\displaystyle A\in {\mathcal {C}}} mit {\displaystyle f(A)=0} und {\displaystyle B\subseteq A}: {\displaystyle B\in {\mathcal {C}}} gilt.

### Verträglichkeit von Addition und Vereinigung
additiv, falls {\displaystyle f(A\cup B)=f(A)+f(B)} für disjunkte Mengen {\displaystyle A,B} aus {\displaystyle {\mathcal {C}}} mit {\displaystyle A\cup B\in {\mathcal {C}}}
endlich additiv, falls {\displaystyle f(\bigcup _{j=1}^{m}A_{j})=\sum _{j=1}^{m}f(A_{j})} für beliebige, paarweise disjunkte Mengen {\displaystyle A_{1},...,A_{m}} aus {\displaystyle {\mathcal {C}}}
σ-additiv (sigma-additiv), falls {\displaystyle f(\bigcup _{j\in \mathbb {N} }A_{j})=\sum _{j\in \mathbb {N} }f(A_{j})} für jede Folge disjunkter Mengen {\displaystyle (A_{j})_{j\in \mathbb {N} }} in {\displaystyle {\mathcal {C}}} mit {\displaystyle \bigcup _{\in \mathbb {N} }A_{j}\in {\mathcal {C}}}
subadditiv, falls {\displaystyle f(A\cup B)\leq f(A)+f(B)} für {\displaystyle A,B} aus {\displaystyle {\mathcal {C}}} mit {\displaystyle A\cup B\in C}
endlich subadditiv, falls {\displaystyle f(\bigcup _{j=1}^{m}A_{j})\leq \sum _{j=1}^{m}f(A_{j})} für alle Mengen {\displaystyle A_{1},...,A_{m}} aus {\displaystyle {\mathcal {C}}} mit {\displaystyle \bigcup _{j=1}^{m}A_{j}\in C}
σ-subadditiv (sigma-subadditiv), falls {\displaystyle f(\bigcup _{j\in \mathbb {N} }A_{j})\leq \sum _{j\in \mathbb {N} }f(A_{j})} für jede Folge von Mengen {\displaystyle (A_{j})_{j\in \mathbb {N} }} in {\displaystyle {\mathcal {C}}} mit {\displaystyle \bigcup _{j\in \mathbb {N} }A_{j}\in {\mathcal {C}}}
subtraktiv, falls für alle {\displaystyle A,B\in {\mathcal {C}}} mit {\displaystyle B\subseteq A}, {\displaystyle f(B)<\infty } und {\displaystyle A\setminus B\in {\mathcal {C}}}: {\displaystyle f(A\setminus B)=f(A)-f(B)}. Dabei fordert man {\displaystyle f(B)<\infty }, um nicht-definierte Differenzen {\displaystyle \infty -\infty } zu vermeiden.
modular, falls für alle {\displaystyle A,B\in {\mathcal {C}}} und {\displaystyle A\cup B,A\cap B\in {\mathcal {C}}}: {\displaystyle f(A\cup B)+f(A\cap B)=f(A)+f(B)}

### Stetigkeit
stetig von unten, falls für jede monoton wachsende Folge {\displaystyle (A_{j})_{j\in \mathbb {N} }} mit {\displaystyle A_{j}\in {\mathcal {C}}} und {\displaystyle \bigcup _{j\in \mathbb {N} }A_{j}\in {\mathcal {C}}}:
{\displaystyle f\left(\bigcup _{i\in \mathbb {N} }A_{i}\right)=\sup _{i\in \mathbb {N} }f(A_{i})}
gilt.
stetig von oben, falls für jede monoton fallende Folge {\displaystyle (A_{j})_{j\in \mathbb {N} }} mit {\displaystyle A_{j}\in {\mathcal {C}}}, {\displaystyle f(A_{1})<\infty } und {\displaystyle \bigcap _{j\in \mathbb {N} }A_{j}\in {\mathcal {C}}}:
{\displaystyle f\left(\bigcap _{i\in \mathbb {N} }A_{i}\right)=\inf _{i\in \mathbb {N} }f(A_{i})}
gilt.
{\displaystyle \emptyset }-stetig von oben, falls für jede monoton fallende Folge {\displaystyle (A_{j})_{j\in \mathbb {N} }} mit {\displaystyle A_{j}\in {\mathcal {C}}}, {\displaystyle f(A_{1})<\infty } und {\displaystyle \bigcap _{j\in \mathbb {N} }A_{j}=\emptyset }:
{\displaystyle \inf _{i\in \mathbb {N} }f(A_{i})=0}
gilt.

## Beziehungen zwischen den Eigenschaften
- Jede σ-additive Mengenfunktion ist endlich additiv und jede endlich additive Mengenfunktion ist additiv.
- Jede endliche Mengenfunktion ist σ-endlich.
- Jede additive Mengenfunktion ist subtraktiv.
- Jede beschränkte Mengenfunktion ist endlich.
- Ist {\displaystyle {\mathcal {C}}} ein Ring, so ist jede additive Mengenfunktion endlich additiv und jede subadditive Mengenfunktion ist endlich subadditiv.